# (4644) Oumu
(4644) Oumu est un astéroïde de la ceinture principale.

## Description
(4644) Oumu est un astéroïde de la ceinture principale. Il fut découvert le 16 septembre 1990 à Kitami par Atsushi Takahashi et Kazuro Watanabe. Il présente une orbite caractérisée par un demi-grand axe de 2,61 UA, une excentricité de 0,14 et une inclinaison de 14,1° par rapport à l'écliptique.

## Compléments